# مسابقه طلایی دوچرخه‌سواری آمستل
مسابقه طلایی دوچرخه‌سواری آمستل (هلندی: Amstel Gold Race) یک مسابقه دوچرخه‌سواری جاده در هلند است.
این مسابقه که در استان لیمبورخ برگزار می‌شود از سال ۱۹۶۶ تاکنون سالانه در یک روز انجام می‌شود.

## قهرمانی بر پایه کشور
| قهرمانی | کشور          |
| ------- | ------------- |
| ۱۷      | هلند          |
| ۱۲      | بلژیک         |
| ۶       | ایتالیا       |
| ۳       | آلمان · سوئیس |
| ۲       | فرانسه        |